# 장태빈
장태빈(1996년 2월 27일~)은 한국프로농구 창원 LG 세이커스 소속 농구선수이다. 2018년 KBL 드래프트에서 전체 11순위로 서울 SK 나이츠에 지명되었다.

## 학력
- 인천송림초등학교
- 송도중학교
- 송도고등학교
- 고려대학교

## 경력
- 2018년 ~ 현재 : 서울 SK 나이츠 (2018년 드래프트 2라운드 1순위)